# 马蒂亚斯·盖
马蒂亚斯·盖（德語：Matthias Gey，1960年7月7日—），德国男子击剑运动员，他曾获得1987年世界击剑锦标赛男子花剑个人冠军。他也曾获得1984年和1988年夏季奥运会男子花剑团体银牌。